# Martwe miasta

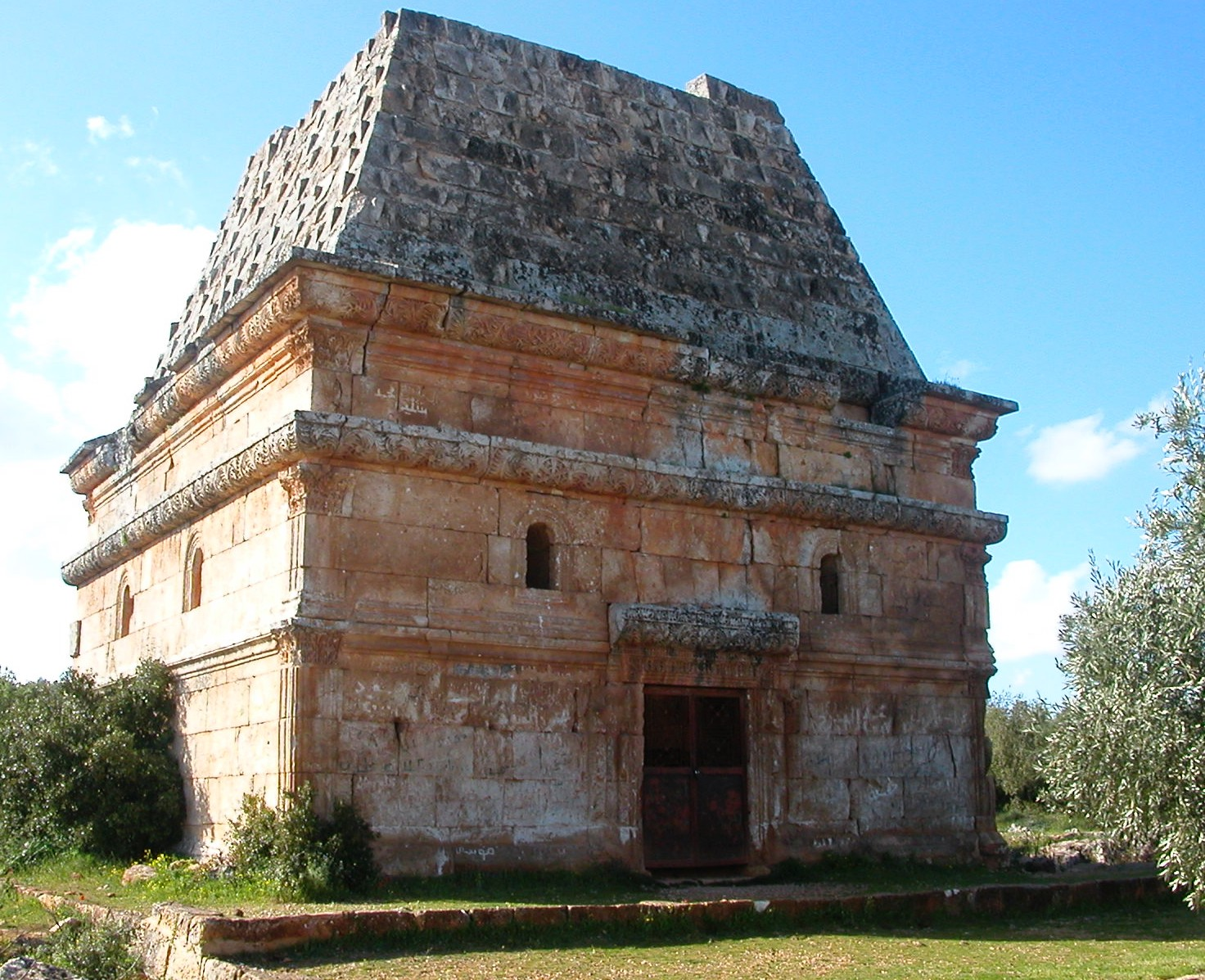
Grobowiec w formie piramidy, Al-Bara

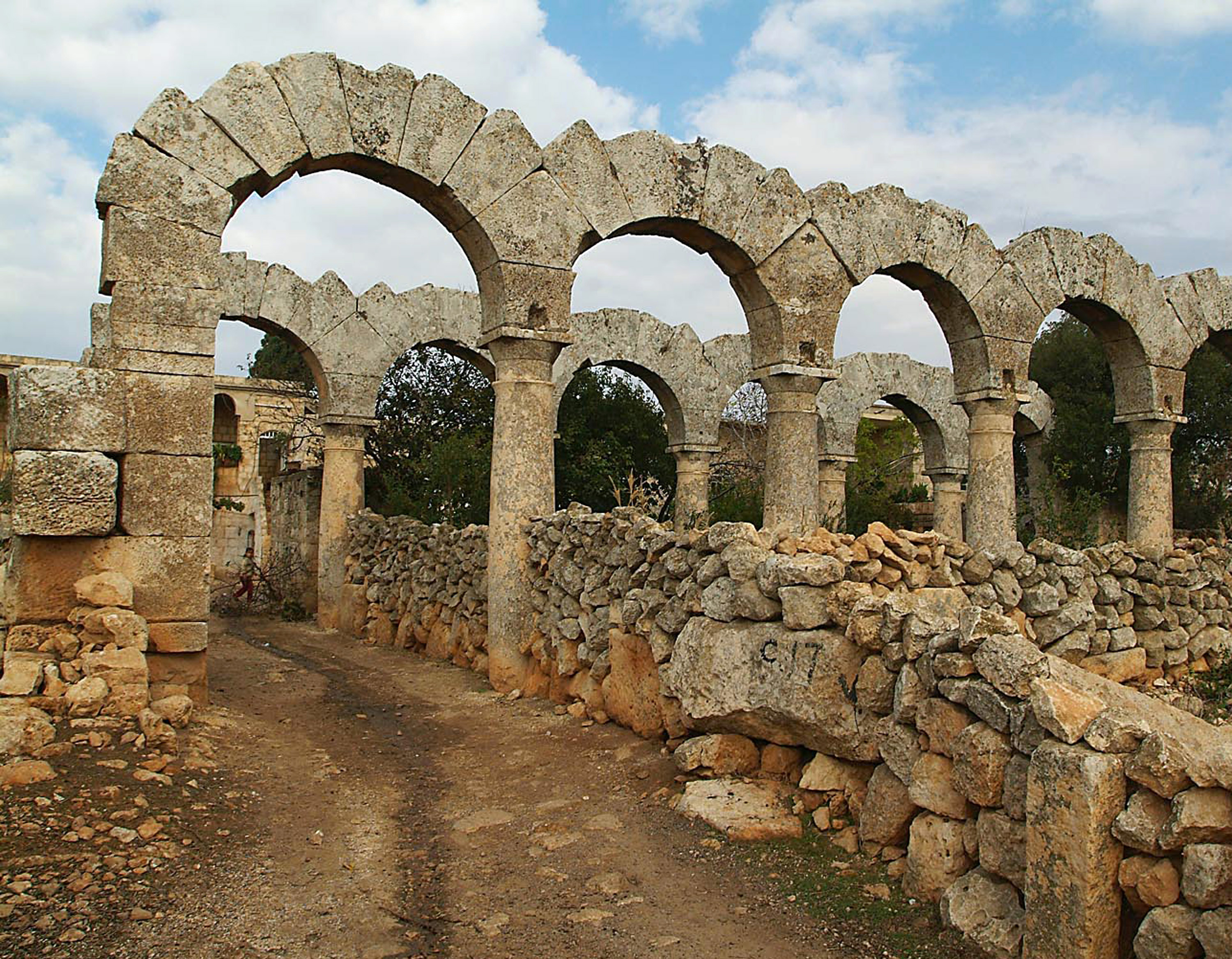
Ruiny, Al-Bara

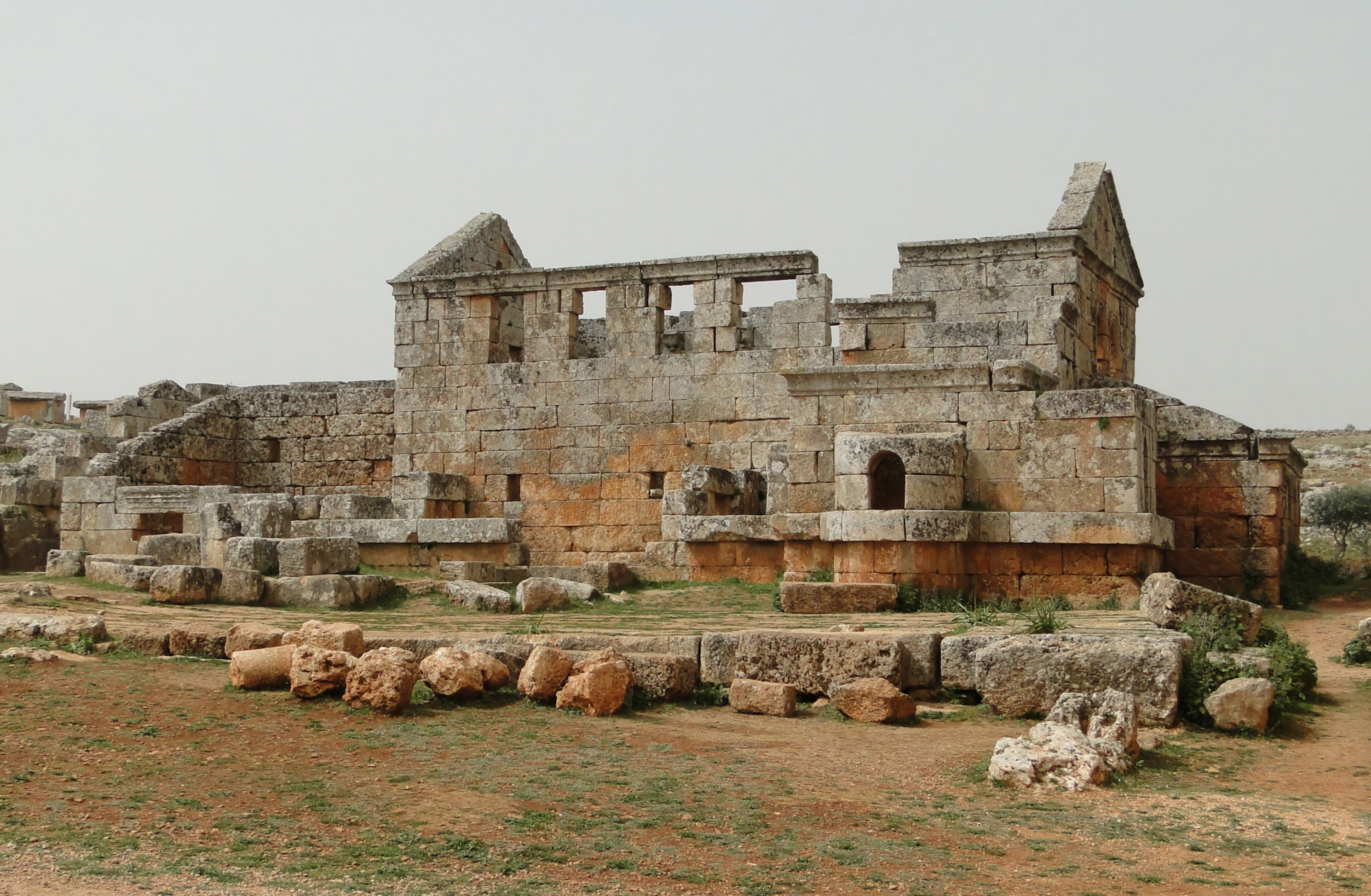
Termy, Serdżilla

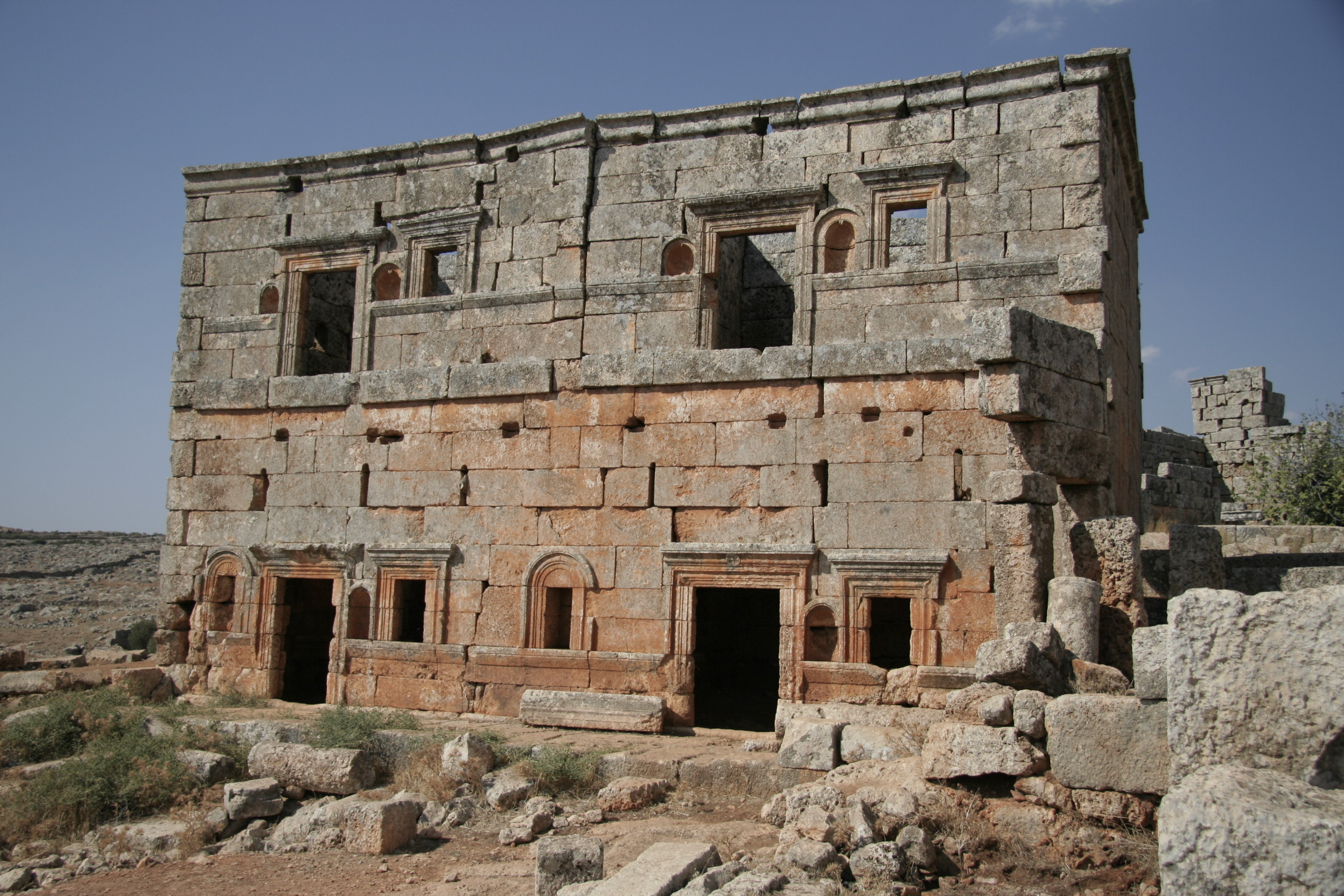
Dom, Serdżilla

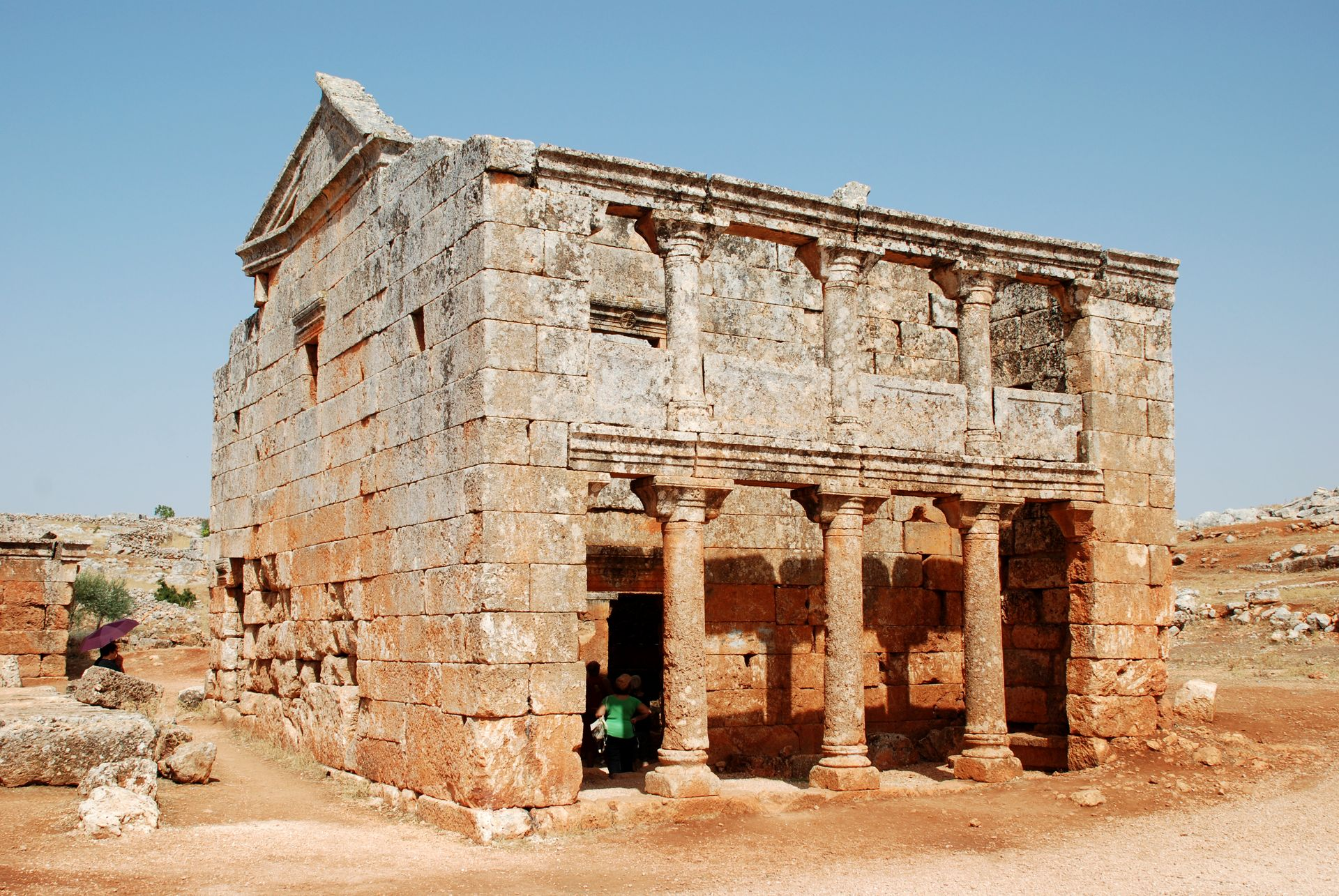
Andron, Serdżilla

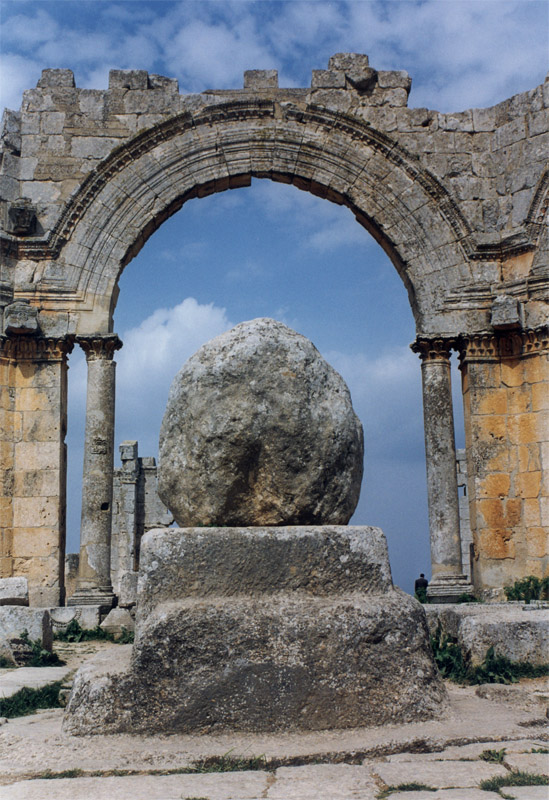
Pozostałości słupa Szymona Słupnika, Qal’at Sim’an

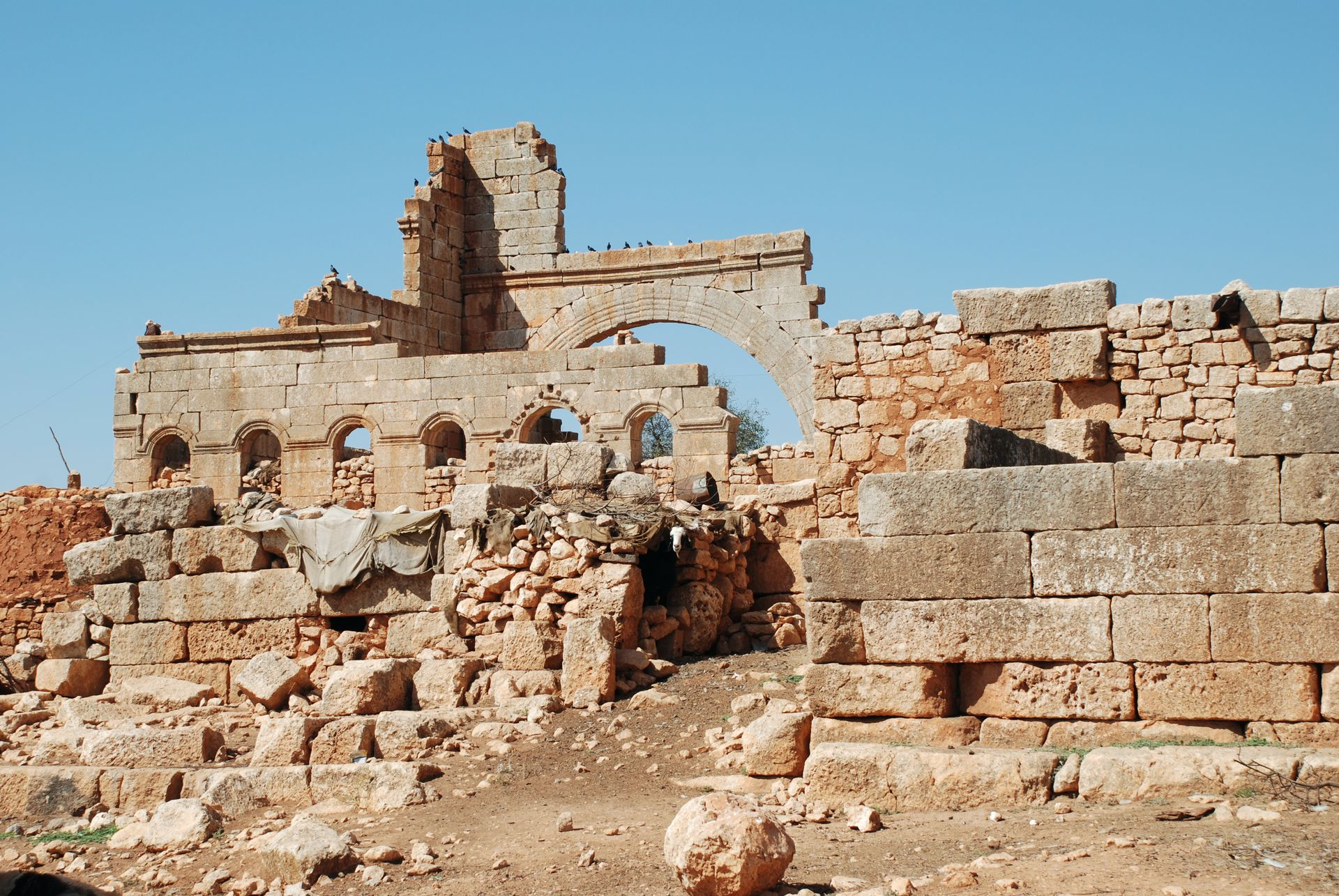
Bazylika z charakterystycznym kamiennym łukiem, Ruwaiha

Martwe miasta, Wymarłe Miasta także Zapomniane Miasta (arab. المدن الميتة, Al-Mudun al-Majjita; المدن المنسية, Al-Mudun al-Mansijja) – porzucone osady w północno-zachodniej części Syrii pomiędzy Aleppo i Idlibem; świadectwo osadnictwa wiejskiego w późnym okresie starożytnym i w czasach bizantyjskich.
Miejscowości zostały założone ok. I wieku i opuszczone z niewiadomych przyczyn w okresie od VIII do X wieku. Do dziś bardzo dobrze zachowały się pozostałości zabudowań mieszkalnych i użyteczności publicznej, np. świątyń, kościołów czy term. Główne „Martwe Miasta” to Qal’at Sim’an z pozostałościami słupa Szymona Słupnika (386–429), Serdżilla z bardzo dobrze zachowaną architekturą osady z V-VI wieku i Al-Bara z dwoma grobowcami–piramidami z VI wieku.
W 2011 roku obszar obejmujący ok. 40 miejscowości w ośmiu zgrupowaniach został wpisany na listę dziedzictwa kulturowego UNESCO. Wobec toczącej się wojny domowej w Syrii, w 2013 roku UNESCO uznało wszystkie syryjskie obiekty dziedzictwa kulturowego ludzkości za zagrożone.

## Geografia
Osady położone są w północno-zachodniej części Syrii, niedaleko od granicy z Turcją, w górzystym regionie Masywu Wapiennego pomiędzy dolinami rzek Nahr Afrin i Orontes na zachodzie a Płaskowyżem Aleppo i Płaskowyżem Idlib na wschodzie. Masyw ma ok. 100 km długości, jego szerokość nie przekracza 20 km a wysokość waha się od 400 do 1000 m n.p.m. Na północy znajduje się wzniesienie Dżabal Seman, w części środkowej i na południu: Dżabal Halaka, Dżabal Barisza, Dżabal Al-Al'a, Dżabal Doueili, Dżabal Wastani i Dżabal az-Zawijja. Wzniesienia te wyznaczają granice pomiędzy poszczególnymi grupami osad.
W regionie panuje klimat śródziemnomorski, a na wzniesieniach zimą występują opady deszczu. W porównaniu z okolicznymi bardzo żyznymi płaskowyżami, scrubowo–stepowy masyw nie był obszarem atrakcyjnym pod względem upraw rolniczych i służył jako pastwiska.

## Historia
Imponujące ruiny są pozostałością po osadach, które czerpały duże zyski z międzynarodowego handlu oliwą pod koniec starożytności. Większość osad pochodzi z I-VII wieku. Prosperujące osady rozwijały się wzdłuż głównych szlaków handlowych w Cesarstwie Bizantyjskim. Lata świetności przypadają na V-VI wiek, kiedy to w regionie żyło 300 tys. ludzi w ok. 700 osadach. Od połowy VI wieku region dotknęła seria niekorzystnych wydarzeń – najazdy Sasanidów, epidemie dżumy, susze i głód.
Miasta zostały opuszczone z niewiadomych przyczyn w okresie od VIII do X wieku. Gdy Arabowie podbili te obszary Cesarstwa Rzymskiego w VII wieku, centrum polityczne regionu przeniosło się z Antiochii do Damaszku, zaś główne szlaki handlowe przesunęły się na południe i być może w wyniku tego osady te straciły główne źródło dochodów. Z tego powodu mieszkańcy mogli opuścić osady i przenieść się do innych ośrodków rozwijających się pod rządami muzułmanów. Inne teorie opuszczenia osad mówią o ucieczce przed trzęsieniami ziemi lub wyludnieniu wskutek pandemii, które rozpoczęła dżuma Justyniana (541-542), a powracających kilkunastokrotnie do połowy VIII w. Być może legendy o potępieniu tych osad powstrzymywały ludzi przez ponownym zasiedleniem.
Osady zostały „odkryte” w 1860 roku przez francuskiego dyplomatę i archeologa Charles’a Jeana Melchiora de Vogüé (1829-1916). W latach 1899–1900 ruiny badał amerykańskiego archeolog z Uniwersytetu Princeton Howarda Crosby’ego Butlera (1872–1922). W 1933 roku ruinami zajmował się rosyjski architekt George Tchalenko, który wysunął tezę o handlu oliwą jako głównym źródle dochodu mieszkańców osad. W latach 70. XX wieku francuscy historycy Georges Tate (1943–2009) i Jean-Pierre Sodini z Francuskiego Instytutu Archeologii w Damaszku przeprowadzili dogłębne prace badawcze. Według Tate’a i Sodiniego gospodarka osad opierała się również na wypasie zwierząt i uprawie roli – nie tylko na produkcji oliwy.
Większość z „Martwych Miast” jest dobrze zachowanych i turyści mogą dość swobodnie je zwiedzać, pomimo że w kilku trwają wykopaliska archeologiczne i prace restauratorskie; jednak niektóre „Martwe Miasta” są trudno dostępne bez przewodnika.

## Nazwa „Martwe Miasta”
Nazwa „Martwe Miasta”, wprowadzona w 1933 roku przez Matterna (fr. „villes mortes”), jest myląca, ponieważ pozostałości wskazują na wiejski charakter osad, z kilkoma cechami miejskimi. W sumie na terenie masywu naliczono według jednych źródeł 700 lub 780 a według innych 820 osad.
„Martwe Miasta” wpisane na listę UNESCO znajdują się w ośmiu parkach archeologicznych w okolicach Dżabal Seman i Dżabal Halaka na północy, Dżabal Barisza i Dżabal Al-Al'a w części środkowej oraz Dżabal az-Zawijja na południu, które obejmują m.in.:
| Dżabal Seman i Dżabal Halaka na północy: |  |  | Część środkowa: |  |  | Dżabal az-Zawijja na południu: |
| Basufan                                  |  |  | Bauda           |  |  | Al-Bara (Kapropera)            |
| Barad (Kaprobarada)                      |  |  | Babiska         |  |  | Bauda                          |
| Burdż Hajdar                             |  |  | Bakirha         |  |  | Btirsa                         |
| Dair Seman (Telanissos)                  |  |  | Barisza         |  |  | Dana                           |
| Turmanin                                 |  |  | Berrisz         |  |  | Dżarada                        |
| Fafirtin                                 |  |  | Bettir          |  |  | M’rara                         |
| Kalota                                   |  |  | Ad-Dana         |  |  | Ruwaiha                        |
| Charab Sams                              |  |  | Dar Kita        |  |  | Serdżilla                      |
| Muszabbak                                |  |  | Dēhes           |  |  | Szinszara                      |
| Kafr Nabu                                |  |  | Dair Seta       |  |  |                                |
| Qal’at Sim’an                            |  |  | Kalb Lauza      |  |  |                                |
| Refade                                   |  |  | Kirkbize        |  |  |                                |
| Simkhar                                  |  |  |                 |  |  |                                |

## Architektura
Większość osad składa się z 20–60 kamiennych budynków postawionych bez uprzednich formalnych planów – nie ma tu wytyczonych parceli czy ulic. Budynki zostały wzniesione z lokalnego kamienia bez użycia zaprawy.
Osad nie otaczają mury obronne, lecz poszczególne budynki otoczone były wysokimi murami. Większość zabudowań to dwupiętrowe domy mieszkalne – na piętrze mieszkali ludzie a na parterze zwierzęta. Wiele domów miało portyki i werandy, ciągnące się wzdłuż ulicy, służące jako stajnie lub sklepy. Poza wypasem zwierząt, mieszkańcy zajmowali się produkcją oliwy z oliwek – w 45 osadach naliczono 245 pras oliwnych.
W niektórych osadach znajdują się również budynki użyteczności publicznej – termy, składy, świątynie i kościoły, klasztory czy domy spotkań – androny. Ruiny term stoją w sześciu osadach – najbardziej okazałe kompleksy są w Serdżilli, Al-Barze i Babisce. Termy te nie służyły Rzymianom lecz całej populacji lokalnej, były formą przejściową pomiędzy rzymskimi termami a muzułmańskim hammamem.
Podczas gdy w kilku osadach zachowały się ruiny świątyń rzymskich, m.in. Zeusa, w „Martwych Miastach” naliczono pozostałości 1500 kościołów chrześcijańskich, z których część była kościołami przyklasztornymi.

### Al-Bara
Al-Bara (arab. بارة) jest największym z „Martwych Miast”. W starożytności Al-Bara nosiło nazwę Kapropera. Okres świetności osady leżącej przy szlaku handlowym z Antiochii do Apamei przypada na IV-VII wiek, kiedy to stało się centrum handlu winem i oliwą. Znajdują się tu m.in. ruiny pięciu kościołów, sześciu klasztorów oraz wielu dużych gospodarstw z prasami oliwnymi, stajniami i oborami. Ponadto stoją tu pozostałości dwóch grobowców w formie piramid ozdobionych pilastrami korynckimi i zdobieniami z liści akantu. W latach 1089–1123 mieszkali tu krzyżowcy a osada została ostatecznie opuszczona po trzęsieniu ziemi w 1157 roku.

### Serdżilla
Serdżilla (arab. سيرجيلة), ok. 60 km od Aleppo, jest najlepiej zachowaną osadą z „Martwych Miast”. Pośrodku osady znajduje się plac a przy nim bardzo dobrze zachowane pozostałości wczesnobizantyjskiej łaźni (473), dwupiętrowego andronu, gdzie spotykali się mężczyźni i trójnawowego kościoła datowanego na 372 rok. Ponadto są tu bardzo dobrze zachowane domy mieszkalne, z których największe mieściły 16 pokoi, grobowce a nawet komunalna cysterna na wodę.

### Qal’at Sim’an
Qal’at Sim’an (arab. قلعة سمعان) to pozostałości kompleksu wzniesionego z inicjatywy cesarza Zenona Izauryjczyka w latach 470–480 w miejscu ascezy Szymona Słupnika (386–429). Do dziś zachowały się pozostałości słupa oraz wybudowanego nad nim kościoła na planie krzyża – słup znajduje się pośrodku, na ośmiokątnym placu (prawdopodobnie oryginalnie zadaszonym kopułą), wokół którego zachowały się ruiny czterech naw. Z powierzchnią ponad 5 tys. m² kościół był jedną z największych świątyń w historii i mógł pomieścić 10 tys. wiernych. Kompleks był prężnym centrum pielgrzymkowym, przy czym pielgrzymi zatrzymywali się w nieopodal położonym miasteczku Dair Seman, ówczesnym Telanissos.

### Ruwaiha i Dżarada
Ruwaiha (arab. رويحة) znajduje się 25 km od Al-Bara, na obrzeżach współczesnej osady. Ostały się tu ruiny kamiennej bazyliki z charakterystycznym kamiennym łukiem nad nawą główną. Przy kościele znajduje się nakryty kopułą grobowiec niejakiego Bissosa, syna Pardosa.
W Dżaradzie (arab. جاراده), oddalonej od Ruwaihy o 2 km, znajduje się zachowana w całości sześciopiętrowa wieża o niewiadomym przeznaczeniu.

Starożytne osady na północy Syrii
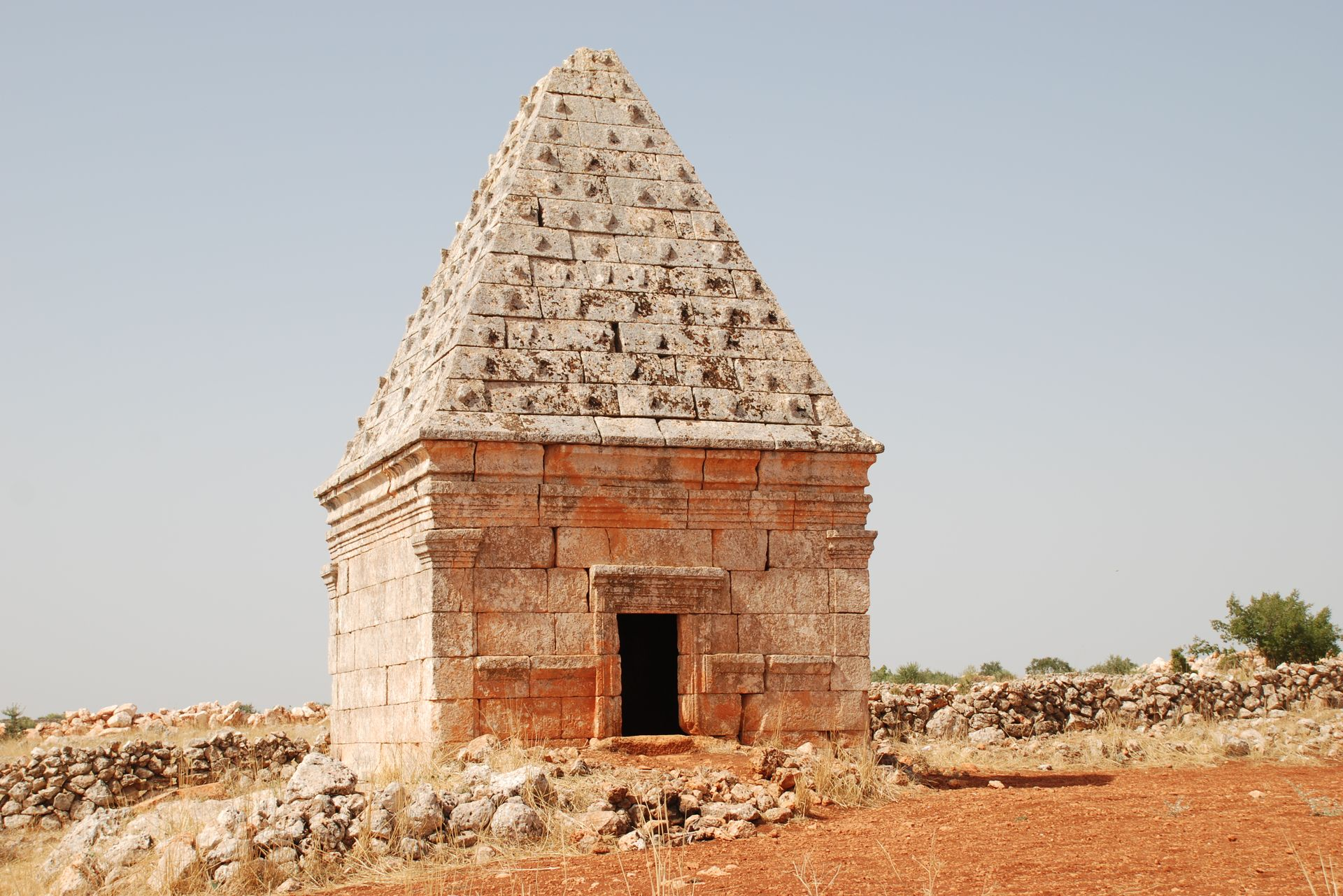
Grobowiec, Bauda
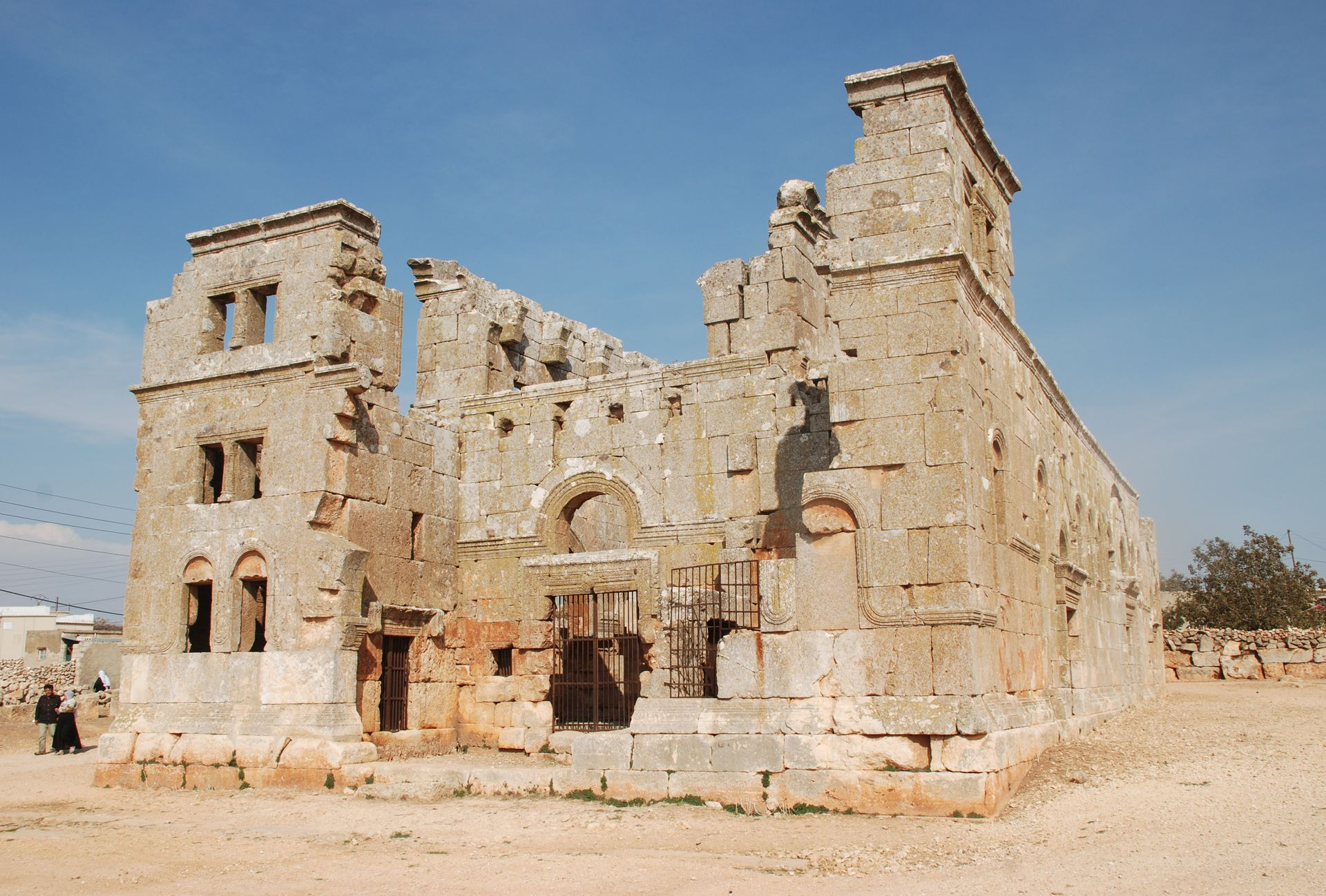
Bazylika, Kalb Lauza
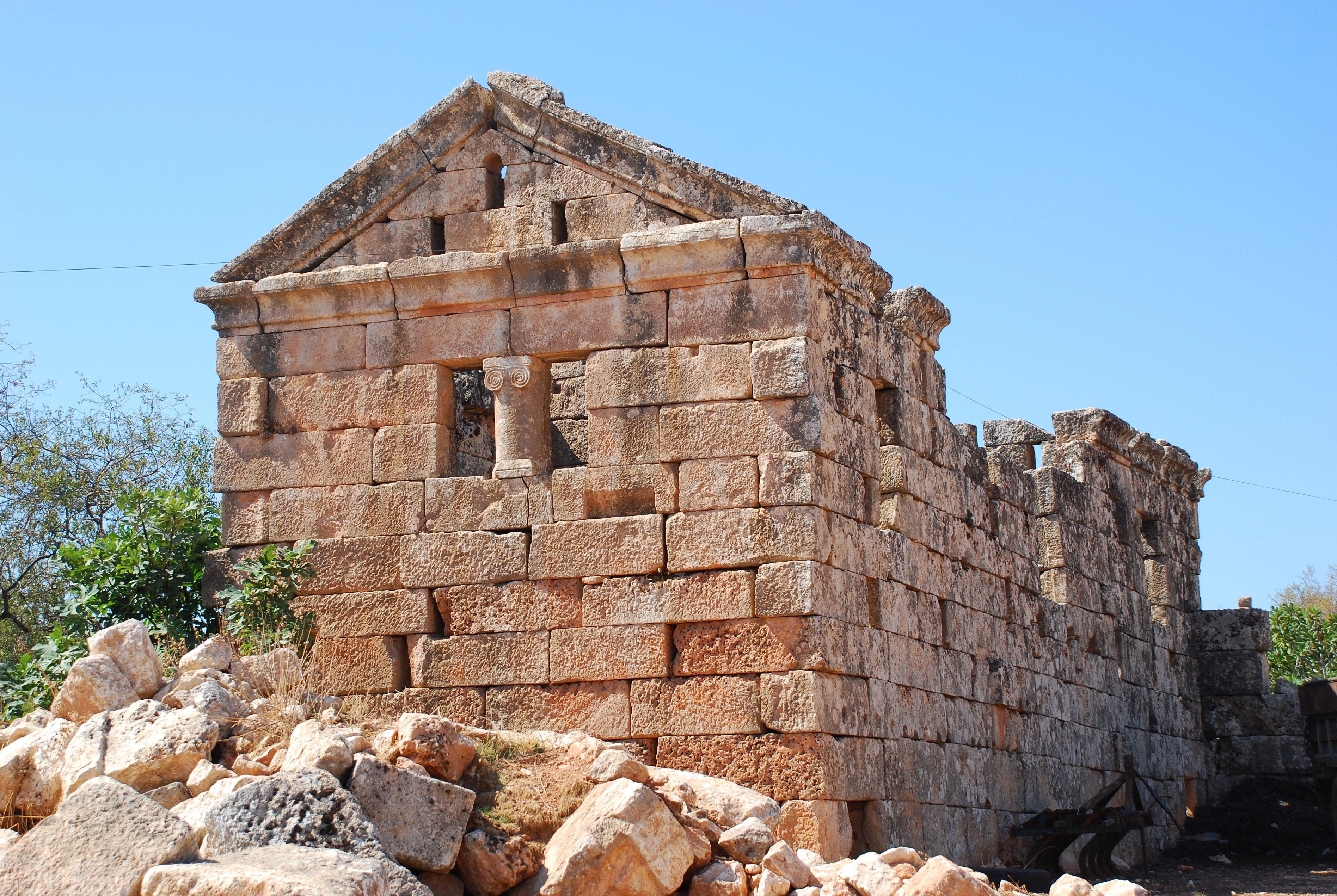
Dom, Dżarada
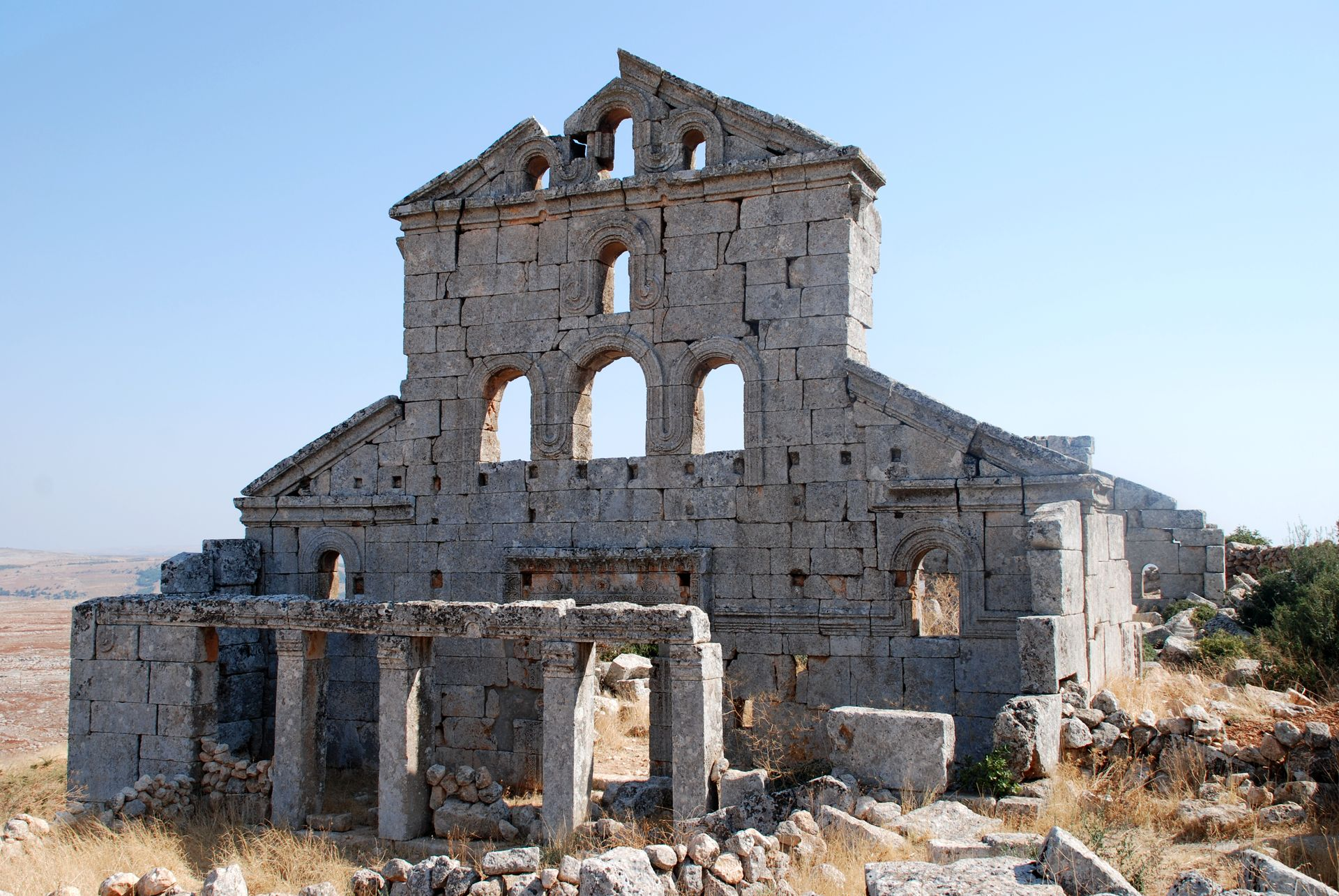
Kościół, Bakirha
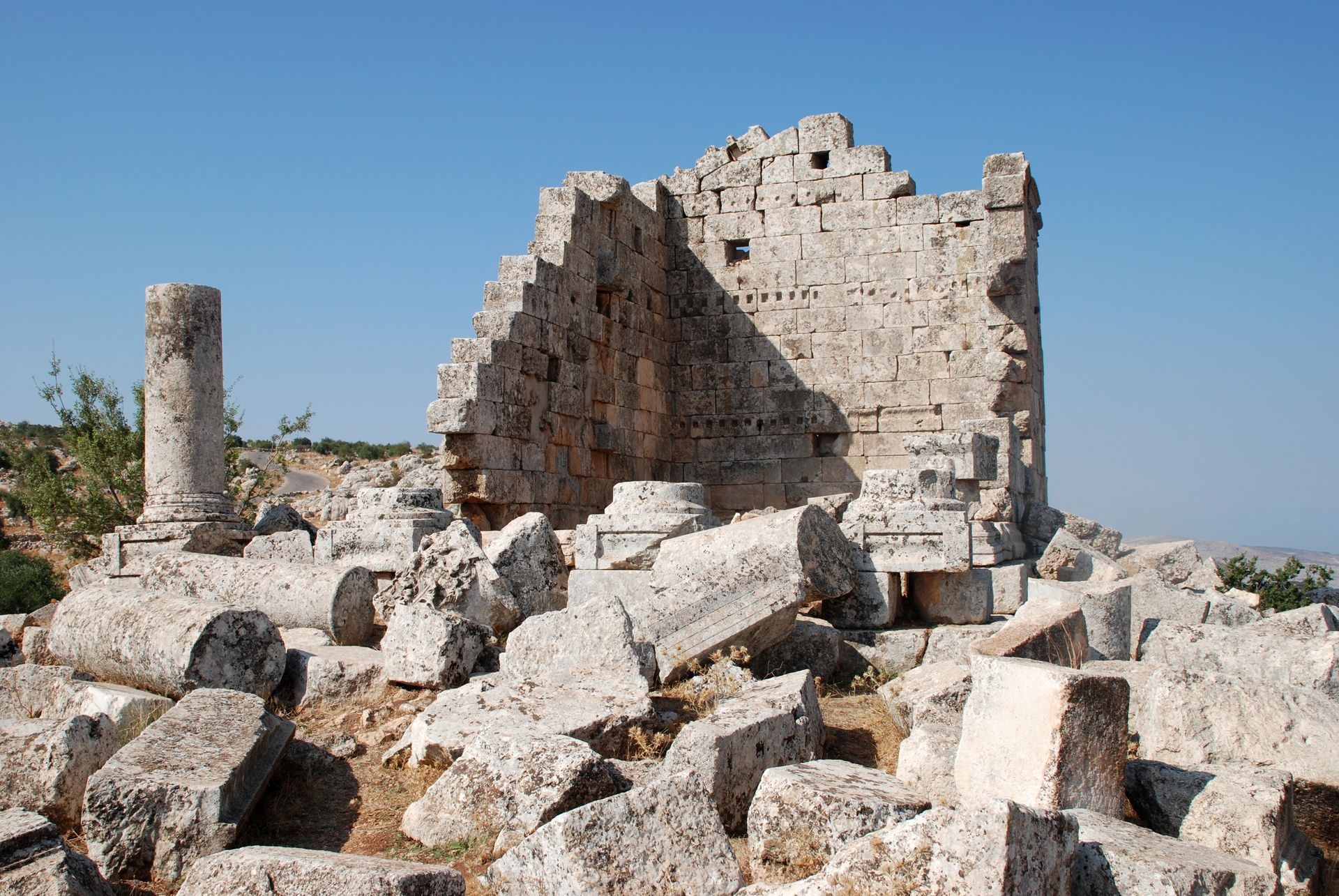
Świątynia Zeusa, Bakirha
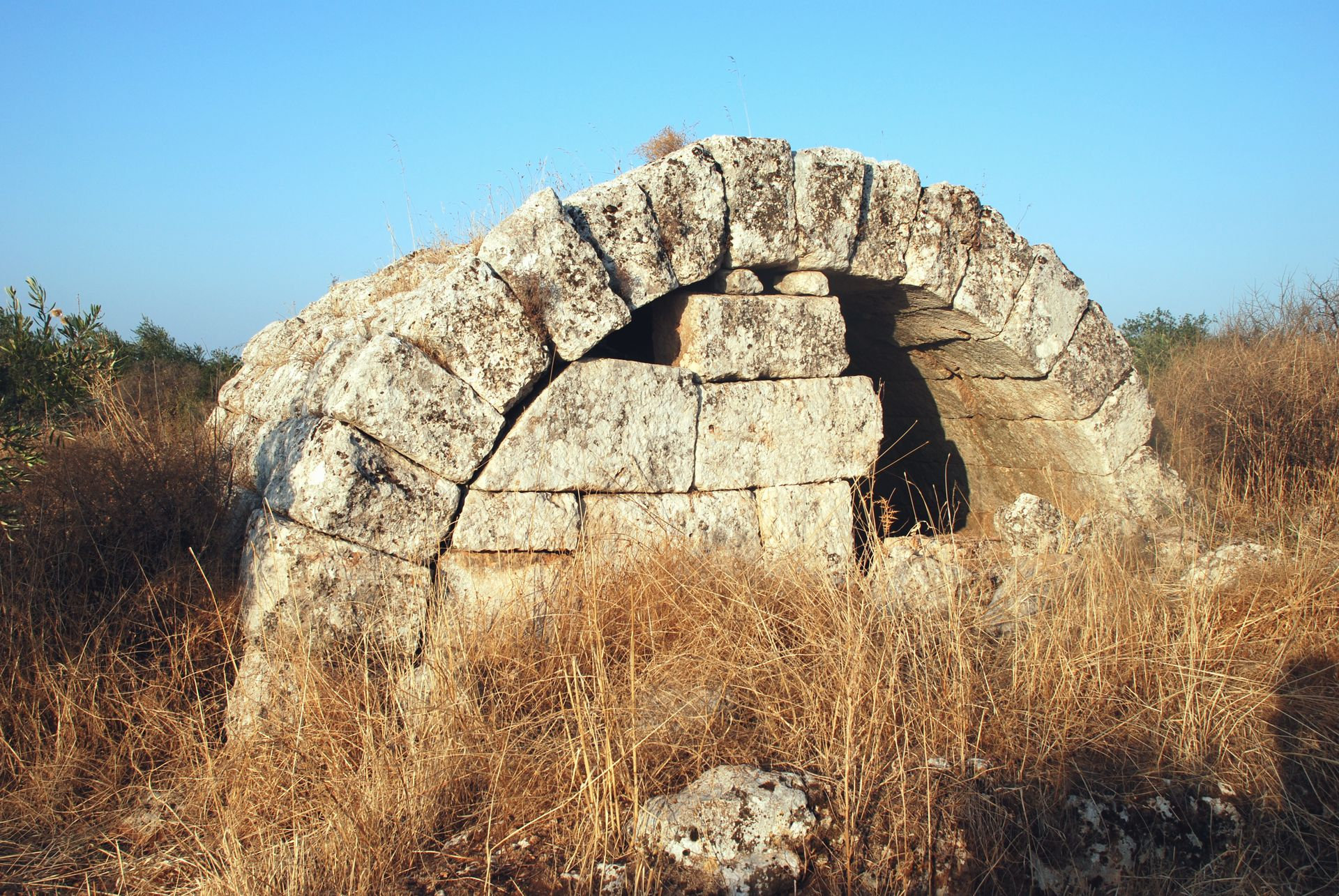
Cysterna, Barisza
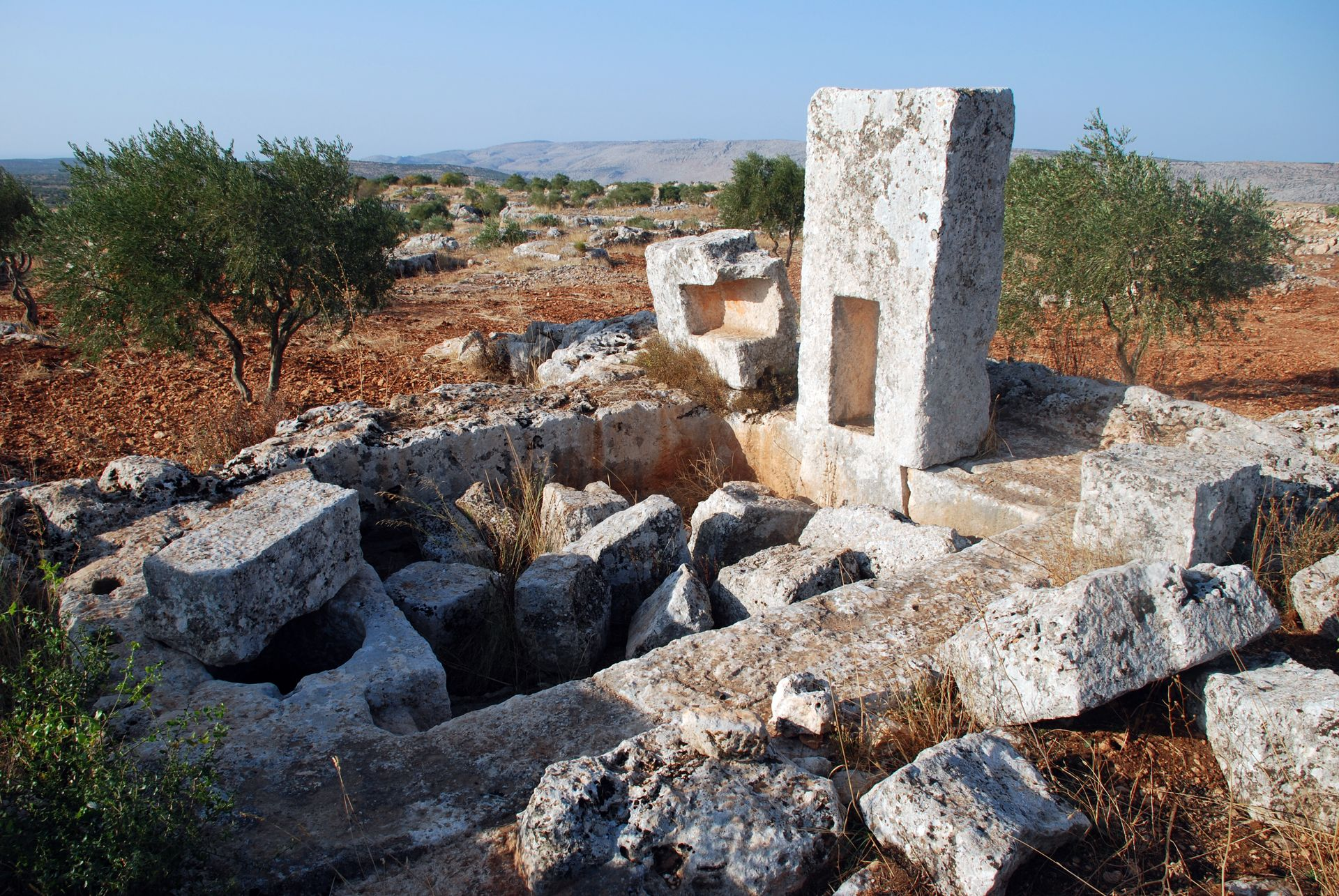
Prasa oliwna, Barisza
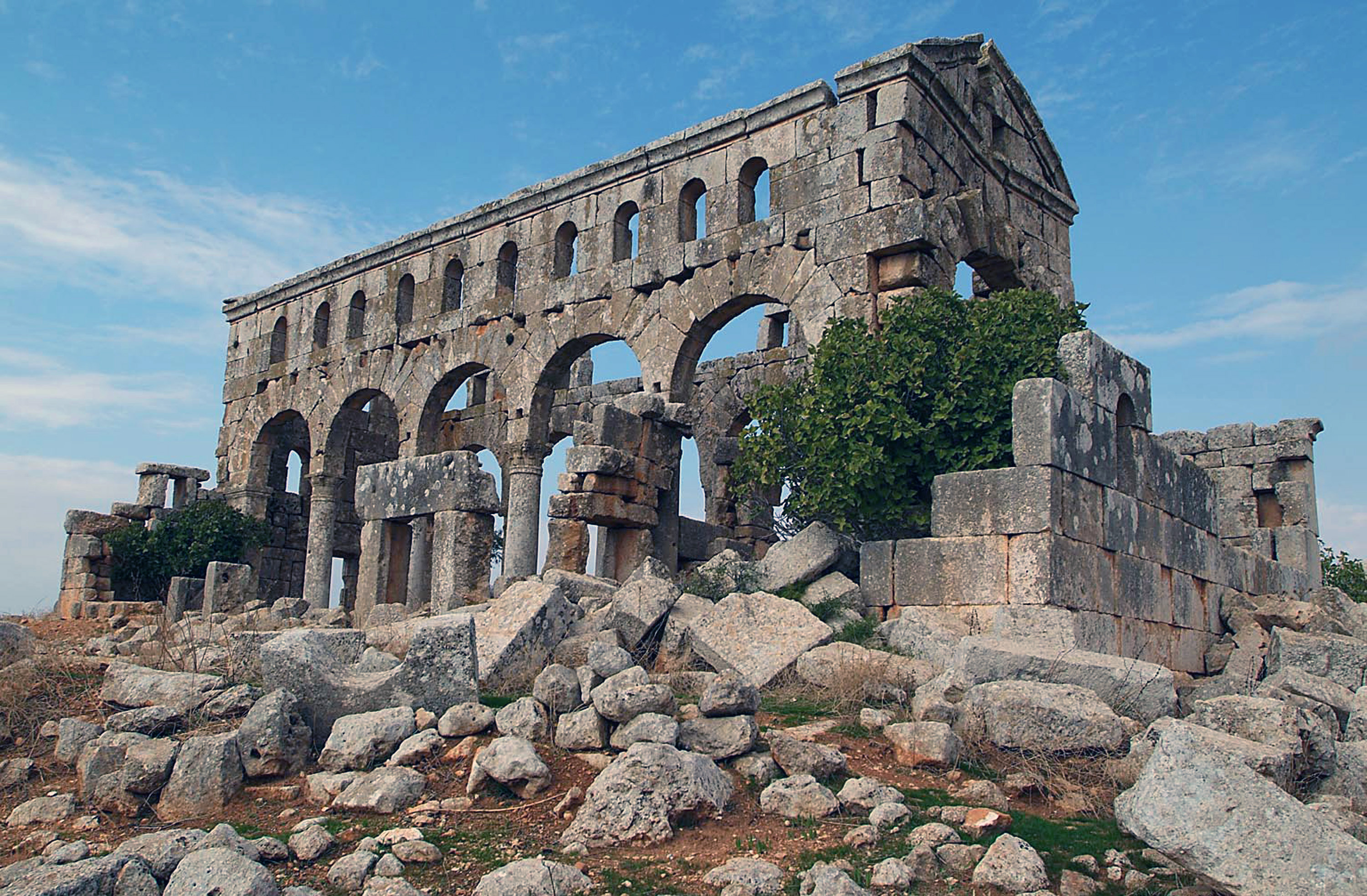
Bazylika, Charab Sams
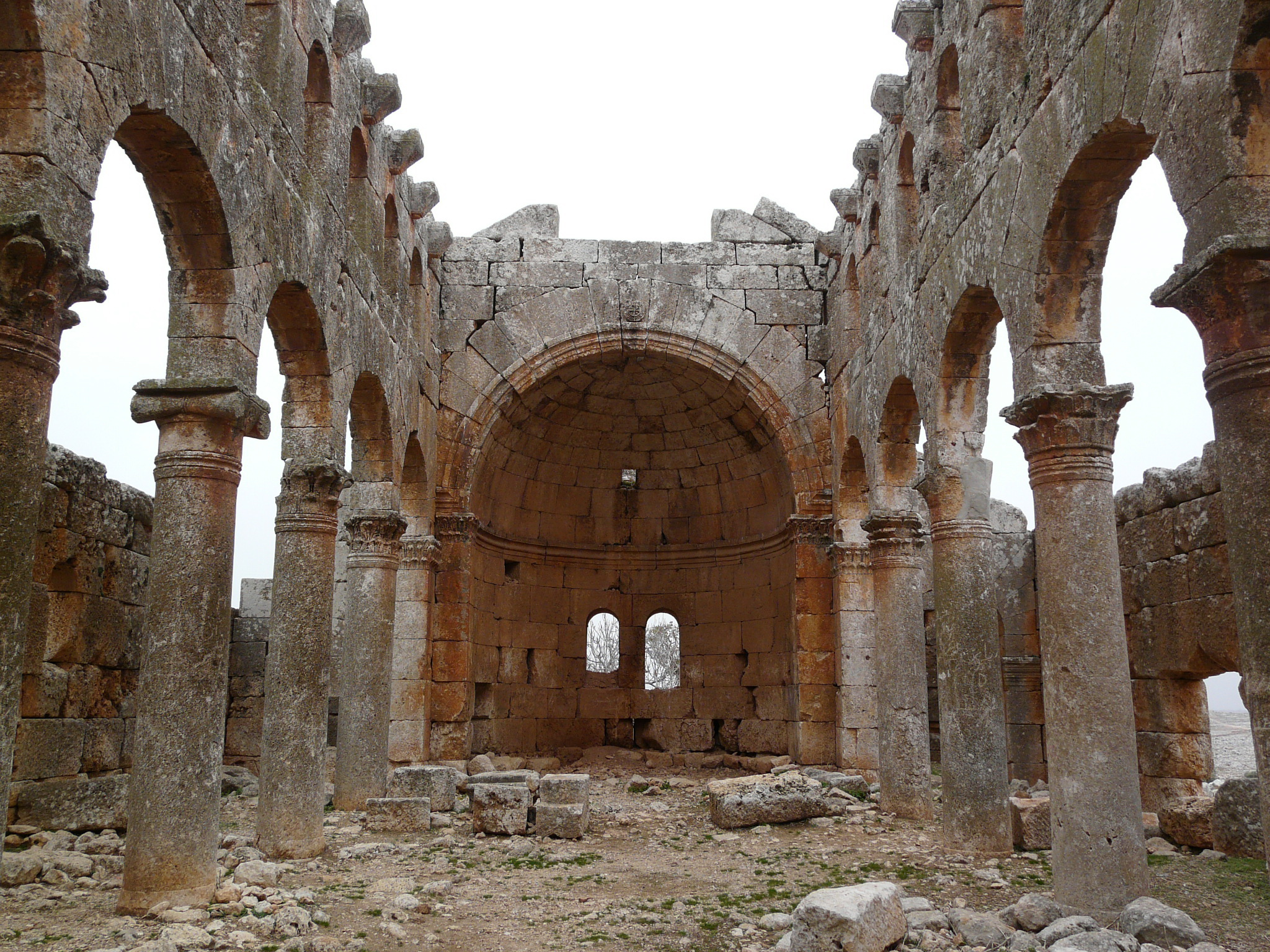
Bazylika, Muszabbak